# Spilogona tenuicornis
Spilogona tenuicornis är en tvåvingeart som först beskrevs av Malloch 1923.  Spilogona tenuicornis ingår i släktet Spilogona och familjen husflugor. Inga underarter finns listade i Catalogue of Life.